# Sciuscià nel Vietnam
Sciuscià nel Vietnam (Hoa-Binh) è un film del 1970 diretto da Raoul Coutard.
Fu candidato all'Oscar al miglior film straniero e vinse il premio per la migliore opera prima al 23º Festival di Cannes.

## Riconoscimenti
- 1970 - Festival di Cannes
  - Premio per la migliore opera prima
- Premio Jean Vigo